# Georg Gärtner
Georg Gärtner (født 18. december 1920 i Schweidnitz (nu Świdnica) i Niederschlesien; † 30. januar 2013). Gärtner var en tysk krigsfange under 2. verdenskrig i USA.
I 1943 blev Gärtner som tysk soldat i Afrikakorpset taget til fange af amerikanske styrker og bragt til USA. Han blev ført til en krigsfangelejr i New Mexico. Ved krigsafslutningen var Gärtner bekymret for at blive sendt hjem til sin hjemby der nu var besat af Sovjetunionen. I september 1945 flygtede han fra krigsfangelejren for at undgå at blive sendt tilbage.
Efter sin flugt opbyggede han en falsk identitet under navnet Dennis Whiles, og tog forskellige jobs såsom opvasker og gårdkarl såvel som ski- og tennisinstruktør. Han blev gift med en amerikansk kvinde ved navn Jean Clarke i 1954. Efter 20 års ægteskab betroede han endelig sin kone med sin hemmelighed og i 1985 efter 40 år på flugt, "overgav" han sig til myndighederne og udgav samtidig sin biografi "Hitler's Last Soldier in America".
I de fyrre år Gärtner var på flugt var han blandt FBIs mest eftersøgte personer og var den eneste tyske krigsfange i USA der havde undgået myndighederne efter sin flugt. Georg Gärtner fik efterfølgende opholdstilladelse og fik i 2009 amerikansk statsborgerskab og bosatte sig i Boulder, Colorado. Gärtner døde som 92-årig, den 30. januar 2013.